# Pietraroja
Pietraroja (o Pietraroia) è un comune italiano di 502 abitanti della provincia di Benevento in Campania.

## Geografia fisica

### Territorio ed idrografia
Pietraroja sorge sulle pendici della parte orientale della catena del Matese, inclusa nell'Appennino meridionale. È il secondo paese della provincia per altitudine media (818 m s.l.m.); l'altitudine minima è di 450 m nella località Casolla, la massima di 1823 m sulla cima del monte Mutria (Mùtigliu in dialetto locale).
Il costone orientale del monte Mutria, oasi di protezione naturale, segna il confine settentrionale del territorio comunale con quello di Guardiaregia (CB) mentre il passo di Santa Crocella collega il paese con Sepino.
Sito al confine con il Molise, è una località di montagna, circondata da boschi ricchi di sorgenti. Fra il monte Mutria e il passo di Santa Crocella, in località Tre Valloni, si trovano le sorgenti del Titerno, le cui acque si uniscono presto a quelle del torrente Acqua Calda (Acqua càura in dialetto) e, costeggiando il contrafforte del monte Mutria, scendono nella piana di Cusano Mutri, passando attraverso uno spettacolare canyon delimitato a sud dalla formazione calcarea della Civita (Cìuta), sul cui versante meridionale sorge il paese, e a nord dalla Civita di Cusano Mutri.
Dal monte Moschiaturo (Rufènza, 1.470 m s.l.m.) nasce l'altro principale torrente, il Torbido (Trovele), che attraversa le contrade Métole e Potéte ad est e a sud di Pietraroja e sfocia nella piana di Civitella Licinio, in cui confluisce nel Titerno.

### Clima
Il clima di Pietraroja in estate è raramente afoso essendo per lo più fresco all'ombra. Essendovi un forte dislivello nel suo territorio, nell'ambito di questo si hanno differenze di temperature notevoli, specie in inverno. In quest'ultima stagione il freddo è sensibile, specie in presenza della bora (vòria), il vento settentrionale. È immancabile la neve, specie in montagna.

## Origini del nome
Probabilmente il nome del paese deriva dal latino petra robia (rupe rossa), dall'equivalente spagnolo piedra roja o francese pierre rouge (pietra rossa, da cui l'arcaica denominazione di Pietraroscia, e di Petrerojge o Petra Rogia in documenti ecclesiastici del XIV secolo) per la presenza di alcuni calcari di questo colore, dislocati sul costone orientale del monte Mutria, che la sovrasta. Un'altra etimologia, meno attendibile anche per motivi linguistici, potrebbe essere petra + rues o ruina (in latino rovina, crollo), che si riferirebbe alle frane ed ai vari sismi (anni 346, 848, 1125 e 1688) che hanno devastato Pietraroja.

## Storia
Pietraroja nacque come centro dei Sanniti Pentri, che abitavano la zona appenninica centro-meridionale compresa fra le Mainarde e il Matese, e posero la loro capitale a Bojano. L'abitato attuale non coincide con il villaggio sannita, in quanto il paese è attualmente alla sua quarta edificazione, posteriore al terremoto del 5 giugno 1688. Certamente gli abitanti del villaggio furono coinvolti nelle guerre sannitiche, nonché in quelle sociali contro Roma, subendo il genocidio dei Pentri perpetrato da Lucio Cornelio Silla. La dominazione romana e la latinizzazione del Sannio hanno fatto sì che nella parlata locale si perdesse ogni traccia della lingua osca parlata in precedenza dai Sanniti.
Dopo quella romana, Pietraroja subì le varie dominazioni del Sannio (longobardi, normanni, svevi, angioini, aragonesi, spagnoli). Dopo il dominio longobardo nel gastaldato di Telese, facendo parte, dal XII secolo al XIV secolo, del sotto-feudo dei Sanframondo, potente casata di origine normanna. Il capostipite di questa, Raone di San Flaimundo (XI-XII secolo), ottenne dal re normanno Ruggero II di Sicilia, nella sua conquista dell'Italia meridionale, i possedimenti dei vassalli del conte Rainulfo III di Alife, suo cognato, che aveva tentato di resistergli insieme ai baroni meridionali. Il riferimento al conte Raone si trova ancora nelle vecchie canzoni di Pietraroja per indicare persone superbe.
I possedimenti suddetti comprendevano, fra l'altro, i territori di Pietraroja, Cerreto Sannita, Cusano Mutri, Guardia Sanframondi, Limatola, San Lorenzo Maggiore, Massa, Faicchio, Ponte nonché Dugenta in Terra di Lavoro e Bojano e San Giuliano del Sannio in Molise. I Sanframondo li mantennero anche sotto i re svevi e angioini. Pietro Sanframondo detenne il titolo di barone di Pietraroja.

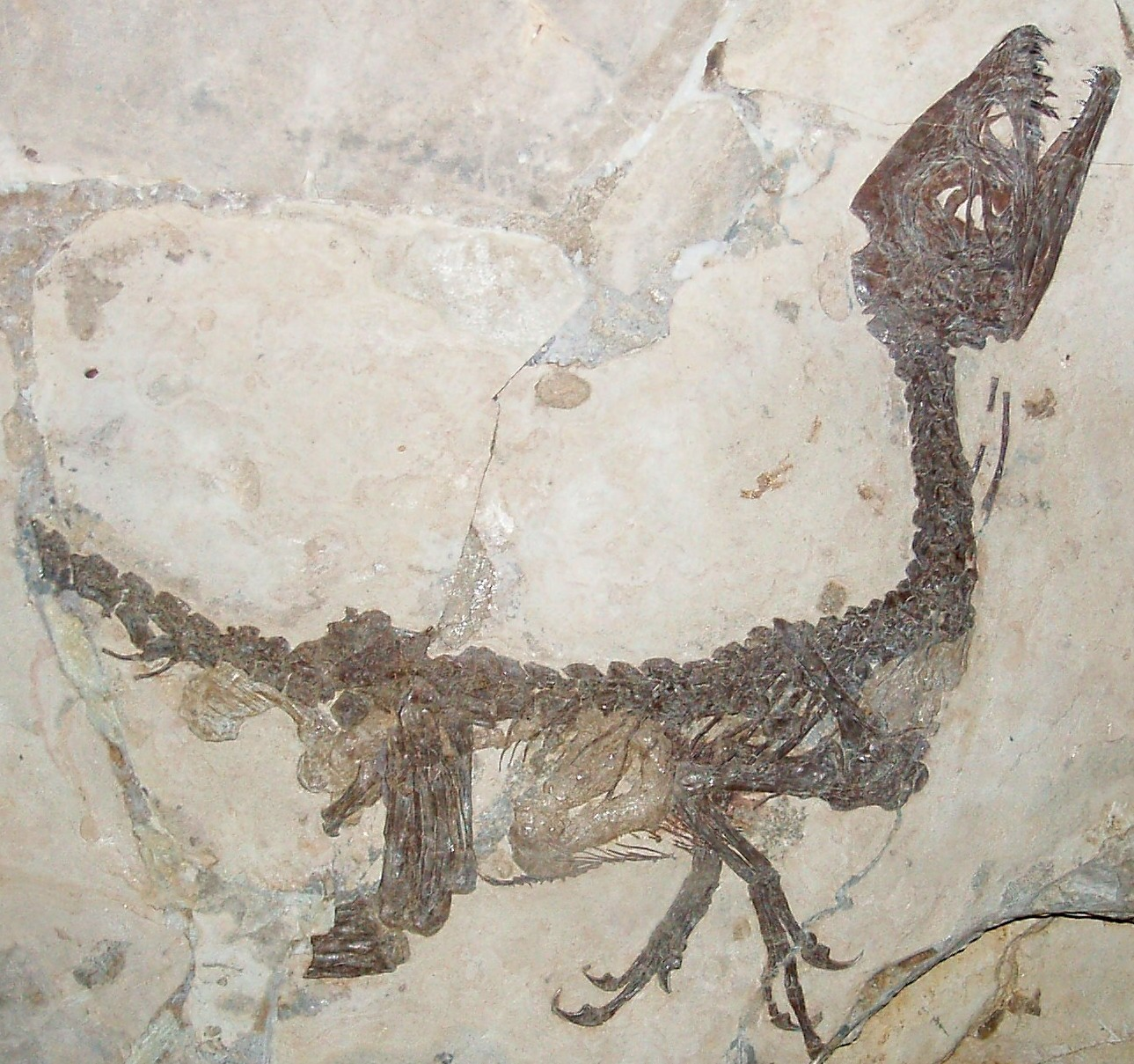
Ciro, il fossile di dinosauro rinvenuto a Pietraroja

Nel XV secolo (periodo aragonese) Pietraroja passò ai Marzano: nel 1401 era posseduta da Goffredo di Marzano, conte di Alife. Nella seconda metà dello stesso secolo il re Ferrante d'Aragona conferì questo titolo, con il possesso di Pietraroscia (l'attuale Pietraroja), Chiusano (ora Cusano Mutri) ed altri comuni ad Onorato Gaetani. Successivamente Pietraroja passò ai Carafa, i cui possedimenti si estendevano anche in Molise; essi la tennero fino all'abolizione della feudalità promulgata nel 1806 da Giuseppe Bonaparte all'instaurazione del regno francese a Napoli.
Dopo l'annessione del Regno di Napoli a quello d'Italia, il paese è stato un centro di reazione borbonica. Con Guardiaregia, Sepino, Campobasso, Cusano Mutri fu una delle sedi del brigantaggio sul massiccio del Matese. Di Pietraroja viene ricordato soprattutto Gabriele Varrone, capo della banda omonima, noto per le incursioni (1861) a Civitella Licinio, frazione di Cusano Mutri, e alla stessa Pietraroja contro i posti della guardia nazionale. La base dei briganti era l'imprendibile grotta dei Briganti o delle Fate, a cui si poteva accedere solo calandosi con funi. Nel dicembre 1863 la guardia nazionale pose l'assedio ai briganti rifugiati nella grotta suddetta e li convinse ad uscire facendo salva la vita in cambio. La promessa non fu mantenuta ed essi furono fucilati nella località Aria della Corte (Aria corta), situata dietro l'edificio comunale.
Nel periodo unitario Pietraroja ha visto una forte emigrazione, specie negli Stati Uniti. Dopo la seconda guerra mondiale il flusso si è spostato prevalentemente nel nord e nel centro Italia e in Europa (Svizzera, Germania e Inghilterra). L'apertura di una cava di pietra in località Canale, peraltro chiusa successivamente, di una cava di argilla in località Saure, non più estratta per la qualità scadente, e di una di marmo colorato in localita Pesco Rosito, aperta ma mai entrata in funzione, non è servita a ridurre tali flussi.

### Simboli
Stemma
Lo stemma di Pietraroja è stato riconosciuto con decreto del capo del governo del 9 marzo 1935.
Il leone rampante è presente anche negli stemmi dei comuni di Morcone e di San Marco dei Cavoti.
Gonfalone
Il gonfalone è stato concesso con regio decreto del 7 gennaio 1938.

## Monumenti e luoghi d'interesse

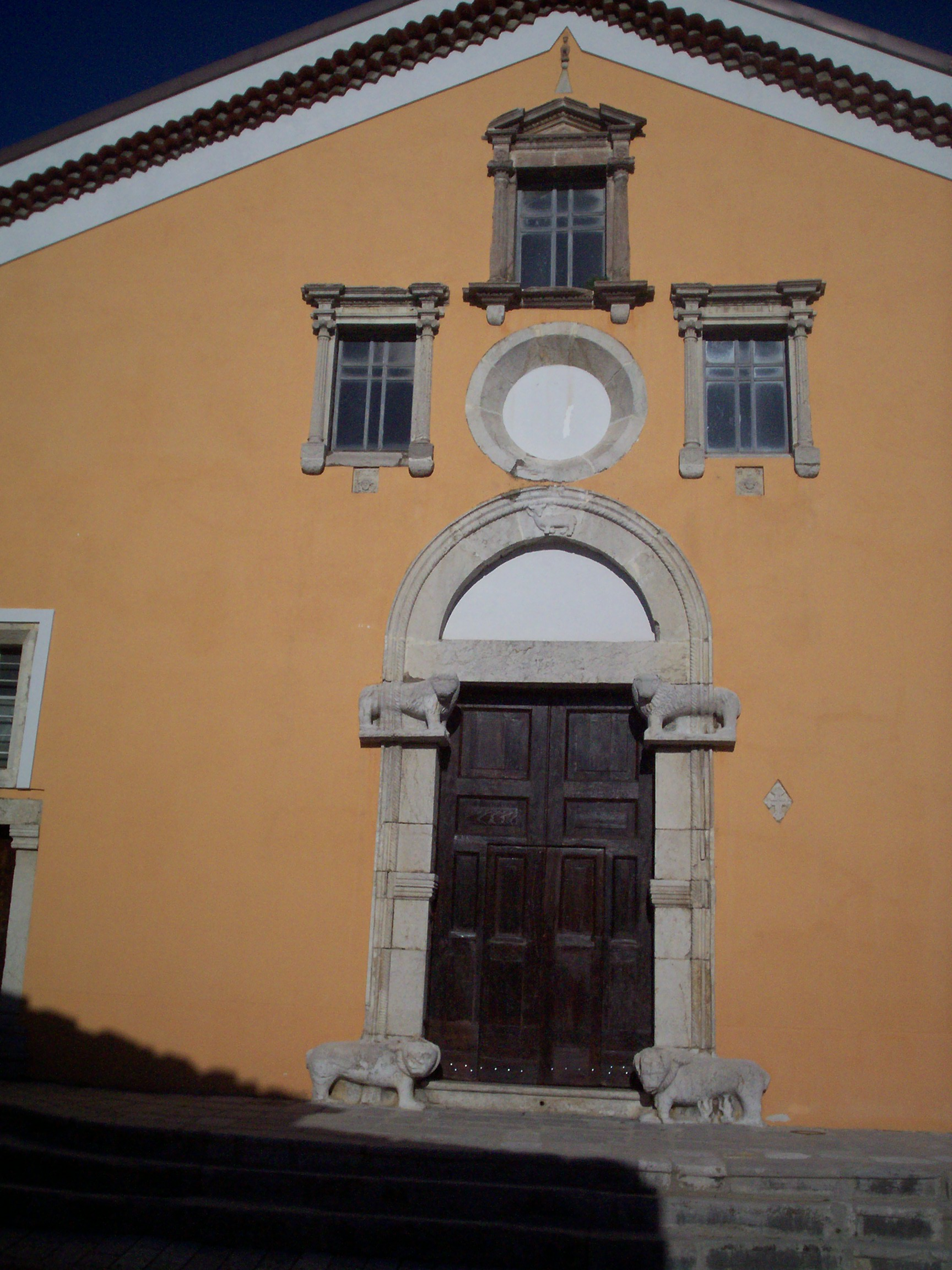
Particolare della facciata della Chiesa di Santa Maria Assunta.

### La chiesa di Santa Maria Assunta
Il monumento più importante è la chiesa parrocchiale di Santa Maria Assunta in piazza San Nicola, situata nella parte alta del paese. È stata eretta con elementi della precedente Chiesa di San Paolo della Pietraroja distrutta dal terremoto del 1688. Notevoli sono il portale romanico (XI secolo) sorretto ai due lati da una leonessa e un'orsa allattante due infanti e gli altorilievi.

### Il parco geopaleontologico e "Ciro"
A Pietraroja si trova un parco geopaleontologico con relativo museo, il Paleolab, in cui si possono vedere reperti fossili di notevole importanza.
Particolarmente importante è stato il rinvenimento di Ciro un cucciolo di dinosauro, il primo in Italia, che conserva anche alcuni organi interni: la sua specie è stata denominata Scipionyx samniticus. Il ritrovamento di Ciro ha rivoluzionato la ricostruzione della paleogeografia dell'Italia, precedentemente ritenuta interamente sommersa durante l'era Mesozoica. Tra gli altri resti fossili rinvenuti a Pietraroja, da ricordare quelli di numerosi pesci (tra cui Belonostomus), rettili (Chometokadmon, Derasmosaurus) e anfibi (Celtedens).

### Aree naturali

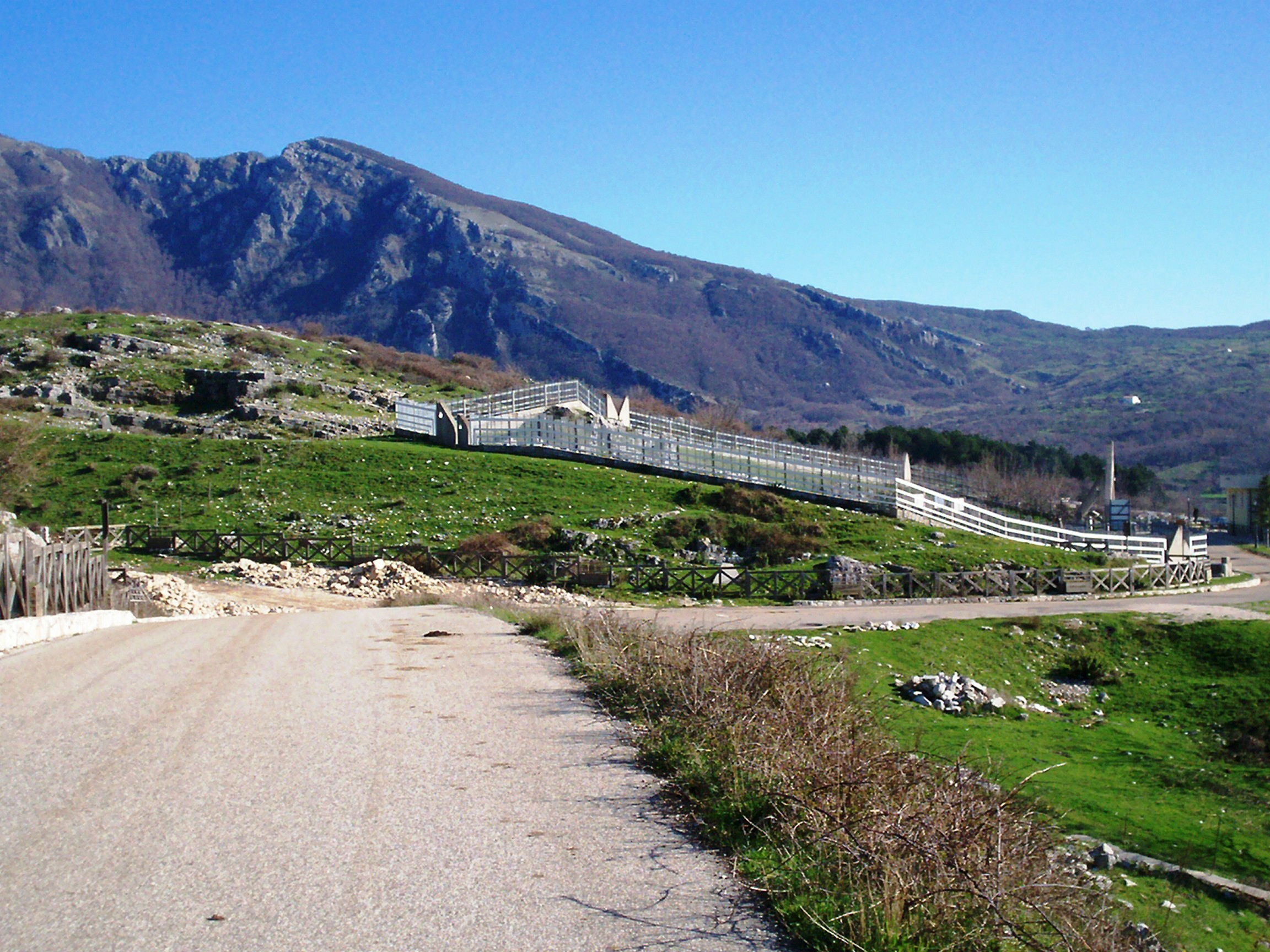
Il parco geopaleontologico.

#### Belvedere
La terrazza addossata al caratteristico cimitero, situato dove sorgeva Pietraroja prima del terremoto del 1688, permette di ammirare un ampio panorama sul territorio: i monti Mutria e Moschiaturo, la vallata di Cusano Mutri, la montagna di Solopaca e finanche il Vesuvio nei giorni più limpidi. Sono ancora visibili resti di costruzioni del vecchio paese distrutto dal terremoto.
Un'altra interessante escursione per le vedute spettacolari è la circuitazione dei bordi della tavola calcarea della Civita. Partendo dal quartiere Castello, si può visitare anche la bocca del profondo inghiottitoio carsico chiamato il Trabbucco.

#### Sulla strada per Sepino
Interessante è la visita alla impressionante forra (in località Rave) a monte della fontana Stritto (situata nel territorio di Cusano Mutri) scavata per milioni di anni dal Titerno; in essa si trova l'inaccessibile grotta dei Briganti o grotta delle Fate. Il punto di osservazione si può raggiungere facilmente dalla strada comunale asfaltata nella località Canale, appena fuori Pietraroja in direzione di Sepino, dove bisogna girare sulla sinistra e proseguire verso la località Ariòla, sotto il massiccio roccioso su cui si trova la Civita.
Da non mancare è il valico di Santa Crocella, sella montana con paesaggio di stupende faggete, tra il monte Tre Confini (1.419 m s.l.m.), vicino alle Palummàre (Palombaio, porzione orientale del Monte Mutria) e il monte Moschiaturo. Il passo segna il confine tra i Comuni di Pietraroja e Sepino, nonché tra Campania e Molise.
Sulla stessa strada, circa 1 km prima di arrivare al passo di Santa Crocella, si può visitare, girando sulla sinistra, la località Pesco Rosito (Péscu Rusìnu) da cui si estraeva la pietra rossa che ha dato il nome al paese. Da qui si può anche effettuare la scalata alla cima delle Palummàre o andare nel bosco della Torta, confinante con Campitello di Guardiaregia (CB).
Dalla sella di Santa Crocella, prima del bosco di faggi, per gli escursionisti anche non professionisti, è agevole la scalata al monte Moschiaturo, prendendo il largo sentiero alla destra della rotabile. Il sentiero si inerpica sulla sommità della montagna, da dove si può ammirare un ampio panorama.

#### Il monte Mutria
Un'altra escursione imperdibile per i superbi panorami sulla Campania e sul Molise è quella sul monte Mutria (Mùtigliu). Oltre all'impegnativa scalata diretta centrale costeggiando la grossa formazione rocciosa circolare della Iummènta bianca, la via più agevole è di portarsi alla località sciistica Bocca della Selva (frazione di Cusano Mutri), situata ai piedi della parte occidentale del monte. Arrivati al rifugio i 3 Faggi, va presa la strada sulla destra che sale sul fianco sinistro del monte. Lasciato il mezzo di trasporto alla fine della strada vi è il sentiero, con la segnaletica del percorso da seguire, che porta alla cima centrale del monte.

#### Itinerari fluviali
Gli amanti del trekking possono percorrere il letto torrentizio del Titerno. Allo scopo bisogna recarsi nella località Campusciàru, raggiungibile dalla strada comunale che parte dalla località Canale. Dopo qualche decina di metri si svolta sulla destra e si prosegue per qualche kilometro fino al ponte sul torrente, in cui è possibile scendere. Si incontrano molte vasche naturali d'acqua corrente (gli ùrvi) di cui le maggiori sono quella della Pénta e quella dell'Ursu dopo un salto di molti metri. Quest'ultimo ùrvu non è raggiungibile dal letto del torrente, per cui bisogna fare il sentiero che segue sulla sinistra il torrente stesso.
Un altro percorso di trekking è la risalita del torrente Torbido (Trovele), affluente del Titerno che passa nel vallone sotto la frazione Potéte. Per raggiungerlo bisogna prendere la strada per Cusano Mutri e in località Vigne svoltare a sinistra e scendere per la strada delle Potete. Arrivati in basso, prima del ponte sul Torbido, si prende a salire il suo letto. È possibile vedere l'impianto che portava l'acqua alla vasca di pietra del vecchio mulino di Pietraroja e arrivare all'ùrvu chiamato Cùru de la Cucózza (fondo della zucca).

#### Fontane e sorgenti
Non si possono passare sotto silenzio le molte fontane di Pietraroja, dall'acqua fresca e leggera, perciò diuretica e disintossicante, mete di picnic. Trascurando quelle nel paese, le più vicine sono quella presso il museo geopaleontologico e quella in località Canale appena fuori Pietraroja, alla sinistra della strada per Sepino, dove sono presenti anche sedili.
Proseguendo per la stessa strada, dopo circa un kilometro sulla destra si incontra la fontana del Salice in località Cesamari, presso i fabbricati del posto. Ancora più avanti, dopo il secondo bivio, prendendo la strada per Morcone si incontra sulla sinistra la frequentata fontana della Radica (Ràrichia) che prende acqua dalla falda del monte Moschiaturo.
Queste fontane sono comodamente raggiungibili; volendo però godere di sorgenti immerse in boschi suggestivi bisogna fare anche dei tratti a piedi. Alle falde del monte Moschiaturo si trova la fontana Làu Pésula, immersa in una faggeta. Risalendolo, in località Valle Grande (Vàlle rànna) si trova la freddissima fontana chiamata Cursarégliu. Per arrivarvi, una volta raggiunte la vetta, si prende il comodo sentiero in direzione dei confini di Sepino camminando per circa un kilometro.
Interessante è anche la fontana Tasso, che si trova in località Filette (Fulètte); al primo bivio della strada per Sepino, sulla sinistra si prende la via che porta a Bocca della Selva. Dopo uno spiazzo attrezzato per picnic, sulla destra si trova il sentiero che porta alla fontana in mezzo alle piante fra cui i tassi. Proseguendo più a monte sulla sinistra si trova la fontana Paola, nel territorio di Cusano Mutri.

## Società

### Evoluzione demografica
Abitanti censiti

## Cultura

### Cucina
La cucina di Pietraroja è fatta di semplici piatti anche perché alcuni di essi in passato erano preparati fuori casa da pastori che disponevano di pochi prodotti. La maggior parte degli alimenti base erano prodotti dalle famiglie e solo pochissimi, non prodotti localmente, erano comprati, come il vino, l'olio di oliva, frutta e vegetali non coltivabili al clima di Pietraroja. L'olio di oliva, in particolare, veniva utilizzato solo per condire ortaggi e verdure crudi. Molti alimenti sono ed erano conservati per la provvista annuale. Recentemente il vino viene preparato in propri locali attrezzati allo scopo, dopo aver comprato l'uva dai paesi vicini.
Il pane (lu pànu in dialetto) in passato era fatto solo in casa con farina integrale, da grano prodotto in proprio, a forma di pagnotte (panèlle) alte, di 2 chili di peso, di colore un po' scuro e non diventava raffermo fino ad una settimana. Tutte le case disponevano del forno a legna e dell'attrezzatura necessaria: la cassa di legno in cui preparare la pasta per il pane, i canestrini (canistrégli), rivestiti di tovaglioli, per la lievitazione delle pagnotte crude immessevi, la pala (panàra) per infornare, la madia (matàrca) per conservare il pane di settimana in settimana. Nel forno erano preparate anche le pizze, i biscotti, i rustici di Pasqua (canisciùni), le dure “scagnozze” di farina e crusca per i cani.
Il condimento un tempo era principalmente costituito da sugna (assùgna) conservata in vescica (vessìca) di maiale o in vasi, e da lardo essiccato e salato, di un colore rosa e di un invitante profumo. Le fritture (di patate, peperoni, etc.) venivano fatte ordinariamente con la sugna. Le altre parti grasse del maiale e la pancetta (panzetta, pettrìna) erano usate per preparare varie pietanze dopo averla tagliate e sfritte. Nella sugna sono conservate anche le salsicce (sausìcchie) stagionate, che vengono consumate dopo averle sfritte.
In inverno si ammazza il maiale e con la sua carne si preparano salsicce e soppressate (supresciàte), mentre con gli arti si preparano i famosi prosciutti (prusùtti) essiccati al freddo e al fumo e successivamente stagionati. Con questi ultimi e le soppressate si prepara l'affettato (la fellàta). L'affettato di prosciutto è fatto in pezzi di spessore non troppo sottile perché così è più gustoso. Anche la salsiccia secca si mangia a fette spesse (trìtegli de sausìcchia).
Il formaggio (lu càsu) di latte intero di pecore, allevate esclusivamente su pascoli montani, è preparato in caciotte cilindriche (masciòcche) di 1-2 chili e conservato in dispensa su graticci di pertiche, dove si matura per assumere il suo caratteristico sapore forte. Il formaggio viene unto con olio per la sua conservazione e stagionatura. In caso di cattiva conservazione può essere attaccato da insetti, per cui nel formaggio si sviluppano le loro larve (càsu pùntecu) che lo digeriscono formando una pasta molle che, liberata dalle stesse, viene spalmata sul pane ed ha un sapore assai ricercato dai buongustai. Altro finissimo derivato del latte di pecora è la famosa ricotta di pecora messa nelle fiscelle (fuscèlle), una volta di giunco, ora di plastica, da gustare poco dopo la sua preparazione. Di latte vaccino intero sono fatti i caciocavalli ('casecavàgli), una volta facilmente acquistabili per i notevoli allevamenti di mucche allora praticati. Si mangiano a fette tal quali o alla brace.
Ancora praticata è la preparazione di conserve, sciroppi, liquori, vegetali essiccati o sott'olio, ecc. La più praticata è la passata di pomodori bolliti che viene messa in bottiglie e successivamente tappata e pastorizzata per bollitura o per lento raffreddamento in casse di legno foderate di panno. Con la stessa tecnica si conservano i pomodori in pezzi, messi in barattoli di vetro a chiusura ermetica. Le zucche, coltivate principalmente per l'alimentazione dei maiali, sono essiccate al sole a fette dopo averle liberate di buccia e semi. Si ottengono anelli di questo ortaggio che sono messi ad essiccare su lunghe pertiche. In inverno sono consumate dopo averle rinvenute in acqua calda. Una specialità sono i funghi maggenghi locali sott'olio (vìrni sott'ógliu). Sono i funghi più prelibati di Pietraroja, per conservarli sono bolliti in aceto diluito e messi sott'olio.

#### Pietanze
Si riportano alcune pietanze caratteristiche del posto:
- Acquasale: composto da pane secco (“tózzi”) spugnato in acqua a cui si aggiunge aglio, sale e olio (questo alimento era usato, con lo stesso nome, anche in Puglia, dove i pastori transumavano).
- Biscotti (“Viscótti"): sono semplici biscotti di forma circolare di farina e sale. Di solito vanno accompagnati con il vino.
- Biscotti dolci (“Murzètte”): Biscotti duri che si ottengono con farina, zucchero, uova, mandorle o nocciole in pezzi e cannella. Si preparano nel periodo natalizio.
- Brodo di gallina con scarole e polpettine di carne (“Brudìnu”): viene preparato aggiungendo al brodo di gallina la scarola bollita e piccole polpettine di carne.
- Cotiche imbottite (“Cótene‘mbuttìte”): sono involtini di cotiche di maiale ripiene di aglio, prezzemolo, sale, pepe, cotte nella salsa di pecora e pomodoro, usata poi per condire la pasta.
- Crocché (“Crucché”): si fanno delle piccole crocchette (3–4 cm) di un impasto di patate bollite, uova e formaggio grattugiato e si friggono.
- Fagioli e patate (Fasùgli e patàne): è un'antica zuppa ottenuta da fagioli cannellini (“scugnarégli”) e patate locali.
- Frittata di Pasqua (“Frittàta de Pàsqua”): grossa frittata che si consumava il giorno di Pasqua dopo il digiuno della Quaresima. In proposito esiste il proverbio locale: “la frittata cà nùn fài de Pasqua nu la fài cchiù”(la frittata che non fai a Pasqua non la fai più, cioè: ogni cosa deve essere fatta al tempo debito).
- Fritti di carnevale (“Crispèlle”): strisce increspate di pasta lievitata di farina, uova, buccia di limone grattugiata e fritte successivamente.
- Fritto di interiora di pecora: si prepara sfriggendo cipolla e frattaglie di pecora tagliate a pezzi.
- Gnocchi (“Cavatégli”): Sono ottenuti tagliando a pezzetti un cilindro di pasta di farina. I pezzi sono resi cavi premendoli con i polpastrelli. Si cuociono in acqua bollente, scolandoli quando vengono a galla e condendoli con la salsa appositamente preparata.
- Maccheroni a mano (“Carràti”): cilindretti cavi di pasta a mano (a base di farina e uova) ottenuti arrotolando quadrati di sfoglia attorno ad una bacchettina di ferro. Spesso vengono conditi con salsa di pecora.
- Panettone (“Panettónu”): Semplice dolce ottenuto da un impasto di zucchero, farina, uova, lievito con aggiunta di cioccolata o noci, liquore o limone grattugiato e successiva cottura in forno.
- Parmigiana di melanzane (“Parmiggiàna de mulignàme”): È la classica parmigiana napoletana (melanzane a fette fritte, mozzarella e salsa di pomodoro) con la variante delle fette di melanzane passate nell'uovo e fritte.
- Pecora o agnello alla pietrarojese (“Arrùstu de pècura, d'àinu): pezzi di carne di pecora o agnello cotti sulla graticola su brace di legna attenuata con cenere. È un piatto superbo se fatto con le carni di ovini cresciuti nei pascoli montani incontaminati di Pietraroja.
- Pizza montanara col pomodoro (“Pìzza cu la pummadòra): Focaccia al forno condita con pomodoro, olio e origano, viene infornata prima di cuocere il pane.
- Pizza unta (“Pizza ónta): Pizza bianca al forno condita con sugna, ciccioli di maiale e origano.
- Peperoni ripieni (“Puparùgli chìni): si riempiono i peperoni locali di forma lunga e appuntiti, della varietà di Senise, con un impasto di patate bollite, uova e formaggio di pecora grattugiato e si friggono.
- Rustico pasquale (“Caniscióne”): Sono preparati con dischi di sfoglia di pasta frolla su cui viene messo un impasto di riso, uova, patate lesse e cacio pecorino grattugiato. Si ripiegano i dischi per sigillare l'imbottitura e si cuociono in forno dopo averli cosparsi di uovo battuto per dare esternamente un colore lucido ambrato.
- Salsa di pomodoro e pecora (“Sùgu de pècura”): Bollito di involtini di carne e ossa di pecora e passata di pomodoro di invitante sapore.
- Struffoli (“Ciciarégli”): Palline fritte di farina, uova e zucchero ricoperte di miele
- Zuppa di cavoli cappucci (“Zuppa de càugli”): Viene fatta con i cuori dei cavoli locali fatti a pezzi e cotti in uno sfritto di pancetta e aglio.
- Zuppa di lenticchie e cotiche (“Rummìccule cu le cótene): È fatta con le piccole e famose lenticchie di Pietraroja. Entrambi gli ingredienti si sposano egregiamente per formare questo piatto immancabile anche nei pranzi importanti e nei matrimoni.
- Zuppa di pane (“Serónta”): Si sfrigge la pancetta a pezzi con cipolla, si aggiunge acqua e si versa su pane raffermo.
- Zuppa di zucchette ("Cucùzzi a zuppa"): si prepara da zucche nella prima crescita, ancora verdi o da zucche essiccate per rinvenimento in acqua. Liberate da semi e buccia, si tagliano a pezzi, si aggiungono, con pomodori, ad uno sfritto di pancetta e si portano a cottura nel loro liquido. A differenza dei comuni zucchini a zuppa, quella di zucchette ha un sapore più deciso e una consistenza maggiore nella loro cottura che la rende più gradevole.

### Credenze popolari

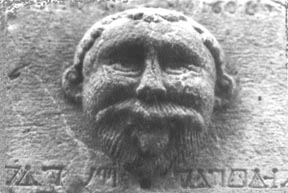
Altorilievo contro il malocchio

Pietraroja è stata anche terra di maghi e janàre (streghe). Tra la fine dell'Ottocento e il Novecento a Pietraroja è vissuto un celebre mago, zi' Pèppu Mamèo, un vecchio pastore, famoso in tutta la provincia.
Dal mago giungevano anche persone da fuori provincia ed addirittura da Roma; non riceveva compenso in moneta per i suoi responsi, ma solo in natura. Era epoca in cui si credeva nel mago o nella strega o janara, la quale trasformandosi in vento, penetrava nelle stanze di notte per ammaliamenti o malefici ai bambini.
Le vecchie credenze magiche di Pietraroja sono testimoniate da un altorilievo in via Torino, datato 1606, costituito da una faccia con lingua all'esterno per scongiuro con scritta in lingua magica sottostante.

## Economia
Le principali attività riguardano la pastorizia con produzione di eccezionale formaggio a lavorazione artigianale e agnelli, l'allevamento vaccino per produzione di caciocavalli ("casecavàgli" in dialetto, forme ovali di formaggio, legate a coppie con una corda e appese a pertiche orizzontali per la stagionatura) e carne e l'allevamento di suini a livello familiare da cui si ottengono, dopo essiccazione al freddo e al fumo e successiva stagionatura, i salumi e i prosciutti di cui va famosa Pietraroja. La bontà di quest'ultimo prodotto è nota attraverso i secoli, a questo proposito nel museo di Alife è conservato un manoscritto risalente al 29 maggio 1776 intestato "Fornitura di prigiotta (prosciutti) al duca di Laurenzana da Pietraroia", cioè al duca Gaetani d'Aragona, signore del feudo di Piedimonte. Ancora Antonio Iamalio, parlando di Pietraroja nella sua opera sulla provincia di Benevento "Regina del Sannio" (1918), scrive: "Fiorente vi è principalmente l'allevamento dei suini, donde i rinomati prosciutti di Pietraroja".
Considerevole è la produzione di fieno per il nutrimento del bestiame in stalla nel periodo invernale.
Ha una superficie agricola utilizzata in ettari (ha) 1797,99 (aggiornato all'anno 2000).

## Infrastrutture e trasporti
Pietraroja non è servita direttamente dalla viabilità principale della provincia di Benevento, ma è comunque raggiungibile tramite strade provinciali.
Pietraroja è capolinea delle autolinee AIR.

## Amministrazione
| Periodo  | Periodo   | Primo cittadino            | Partito                      | Carica                  | Note |
| -------- | --------- | -------------------------- | ---------------------------- | ----------------------- | ---- |
| gen 1900 | feb 1902  | Giuseppe Venditto          | -------                      | sindaco                 |      |
| mar 1902 | ott 1920  | Giovanni Falcigno          | -------                      | sindaco                 |      |
| nov 1920 | dic 1925  | Giacinto Amato             | -------                      | sindaco                 |      |
| gen 1926 | mag 1926  | Dr. Francesco Giampaolo    | -------                      | commissario prefettizio |      |
| giu 1926 | dic 1932  | Avv. Domenico De Nigris    | -------                      | podestà                 |      |
| gen 1933 | set 1936  | Dr. Nicola Bello           | -------                      | podestà                 |      |
| ott 1936 | nov 1937  | Nicola Falcigno            | -------                      | commissario prefettizio |      |
| dic 1937 | lug 1940  | Nicola Falcigno            | -------                      | podestà                 |      |
| ago 1940 | gen 1941  | Rag. Gennaro Di Salvo      | -------                      | commissario prefettizio |      |
| feb 1941 | ott 1941  | Celestino Manselli         | -------                      | commissario prefettizio |      |
| nov 1941 | lug 1944  | Celestino Manselli         | -------                      | podestà                 |      |
| ago 1944 | apr 1946  | Antonio Petrillo           | -------                      | sindaco                 |      |
| mag 1946 | dic 1948  | Ins. Giuseppe Cusanelli    | -------                      | sindaco                 |      |
| dic 1948 | giu 1970  | Pietro Cusanelli           | Democrazia Cristiana         | sindaco                 |      |
| lug 1970 | giu 1985  | Dr. Domenico Falcigno      | Democrazia Cristiana         | sindaco                 |      |
| lug 1985 | 1990      | Prof. Nicola Vito Torrillo | Democrazia Cristiana         | sindaco                 |      |
| 1990     | 1995      | Prof. Nicola Vito Torrillo | Democrazia Cristiana-PPI     | sindaco                 |      |
| 1995     | 1999      | Prof. Nicola Vito Torrillo | Partito Popolare Italiano    | sindaco                 |      |
| 1999     | mag 2004  | Prof. Nicola Vito Torrillo | Partito Popolare Italiano-DL | sindaco                 |      |
| giu 2004 | 2009      | Lorenzo Di Furia           | lista civica                 | sindaco                 |      |
| 2009     | 2014      | Lorenzo Di Furia           | lista civica                 | sindaco                 |      |
| 2014     | 2019      | Angelo Pietro Torrillo     | lista civica                 | sindaco                 |      |
| 2019     | 2024      | Angelo Pietro Torrillo     | lista civica                 | sindaco                 |      |
| 2024     | in carica | Angelo Pietro Torrillo     | lista civica                 | sindaco                 |      |

### Supplemento bibliografico per ulteriori notizie su Pietraroja
- Di Lello, Rosario, La biografia di tredici vescovi telesini in una lettera di Crescenzo de' Petrillis (1491-1617), Piedimonte Matese, Edizioni Associazione Storica del Medio Volturno (ASMV), 1978.
- Di Lello, Rosario, Accordo economico del clero di Pietraroia nel XVIII secolo, Piedimonte Matese ASMV, 1980.
- Di Lello, Rosario - Palumbo, Giuliano, Brigantaggio sul Matese, 1860-1880, Benevento, Museo del Sannio, 1983.
- Di Lello, Rosario, La caccia nella Comunità Montana del Titerno. Storia, tradizione attualità, Piedimonte, Matese, Stampa Sud, 1987.
- Di Lello, Rosario, Insurrezione e brigantaggio sul Matese, gli avvenimenti del 1799, in “Atti del Congresso Brigantaggio Meridionale e circondario cerretese 1799-1888”, Cerreto Sannita 1986, Piedimonte Matese, Stampa Sud 1988, pp. 23–39.
- Di Lello, Rosario, Economia, società e brigantaggio sul Matese durante il regno di Gioacchino Murat, in “Atti del Congresso Brigantaggio Meridionale e circondario cerretese 1799-1888”, pp. 49–72.
- Di Lello, Rosario, Nascere all'uso antico, in “Sannio Medica”, Benevento, Ordine dei Medici e degli Odontoiatri, XI, 1, (2001) pp. 17–18.
- Di Lello, Rosario, La fasciatura del neonato tra storia, arte e letteratura, in “Sannio Medica”, XI, 4 (2001) pp. 15–17.
- Di Lello, Rosario, Alcuni episodi di brigantaggio postunitario nei territori di Cusano e Pietraroia, in Anuario 1975”, Piedimonte Matese, ASMV (1975) pp. 65–81.
- Di Lello, Rosario, Aspetti della cultura agricola e pastorale sul Matese, in “Annuario 1979”, ASMV (1980) p. 64-85.
- Di Lello, Rosario, Le feste di san Nicola in Pietraroia, tradizione e storia, in “Annuario 1986”, ASMV, (1987 (1987) pp. 143.148.
- Di Lello, Rosario, L'assistenza ospedaliera nella storia del Medio Volturno, in “Annuario 1989”, ASMV (1989) pp. 143–194.
- Di Lello, Rosario, Michele Manzelli (ricordo di un socio), in “Annuario 2002”, ASMV (2002) pp. 149–150.
- Di Lello, Rosario, Aspetti dell'arte agro-pastorale nel Beneventano, esperienze e prospettive, in “Rivista Storica del Sannio”, Benevento, De Toma, I, 2 (1984) pp. 43–52.
- Di Lello, Rosario, Brigantaggio sul Matese, i fatti del 1809 in Pietraroia, in “Rivista Storica del Sannio”, II, 1 (1984) pp. 25–36.
- Di Lello, Rosario, Le focarelle. Residui di una religione subalterna in Pietraroia, in “Rivista Storica del Sannio”, III, 1-2 (1986) pp. 65–73.
- Di Lello, Rosario, Analogie tra lontane culture folkloriche, in “Il Matese”, Piedimonte Matese, Comunità Montana del Matese, II, 9 (1989) pp. 14–15.
- Di Lello, Rosario, Pietraro?a. Le vicende di un toponimo, in “La voce del Titerno”, Cerreto Sannita, Comunità Montana del Titerno, II, 10 (2006) pp. 12–13.
- Di Lello, Rosario, Fra Paolo da Pietraroia uomo di santa vita, in “Segnali”, Benevento, III, 1 (1989) p. 3.
- Di Lello, Rosario, Santa Croce “in silva Sepini” e Pietraroia, in un contratto del 1274, in “Il Sannio”, Benevento, Pagine sannite, V, 10 (2000) p. 11.
- Di Lello, Rosario, Il Matese e le storie dei briganti, in “Nuova Gazzetta di Caserta” Ed. del Roma, 18 7 (2000) p. 6.
- Di Lello, Rosario, Attività produttive antiche nella valle del Volturno, in “il Giornale di Caserta”, Caserta, Dossier, XIV, 236, p. 18.
- Manzelli, Pasqualina, Alcune tradizioni popolari in Pietraroia, in “Annuario 1975”, ASMV, (1975) pp. 62–98.
- Manzelli, Pasqualina, Ritorno al folklore: il matrimonio in Pietraroia, in AA.VV., Pietraroja, Pro Loco, 1996, pp. 103–106.
- Manzelli, Pasqualina, Un documento prematrimoniale del XIX secolo in Pietraroia, in La voce del Titerno, I, 4 (1005) p. 7.
- Manzelli, Michele, Il vescovo Nicola de Carlo, pioniere di promozione religiosa e sociale in Argentina, in AA.VV., Pietraroia, Pro Loco, 1996, pp. 123–127.
- Morante Francesco, I leoni di Pietraroia, in “La Provincia Sannita”, Benevento, Auxiliatrix, XXVII, 2 (2007) pp. 23–27.

Sono stati realizzati testi sulle storie e tradizioni nonché sulla flora locale da parte di Domenico Falcigno. Di Lucia Falcigno è un libro sui proverbi locali e il testo con cd L'antica Voce di Pietraroja sulle antiche canzoni e il cd sulle piante officinali insieme a Michelina Venditto.